# Heteracantha
Heteracantha is een geslacht van kevers uit de familie van de loopkevers (Carabidae). De wetenschappelijke naam van het geslacht is voor het eerst geldig gepubliceerd in 1834 door Brulle.

## Soorten
Het geslacht Heteracantha is monotypisch en omvat slechts de volgende soort:
- Heteracantha depressa Brulle, 1834